# Diecezja Zachodnich Stanów Zjednoczonych (katolikosat Cylicji)
Diecezja Zachodnich Stanów Zjednoczonych – jedna z dwóch diecezji Apostolskiego Kościoła Ormiańskiego w hrabstwie Los Angeles w Stanach Zjednoczonych. Jej siedzibą jest La Crescenta-Montrose. Podlega katolikosowi Cylicji (druga zachodnioamerykańska diecezja znajduje się w jurysdykcji katolikosa eczmiadzyńskiego).
Biskupem diecezji (2022)  jest Torkom Donojan.